# Anencefalie

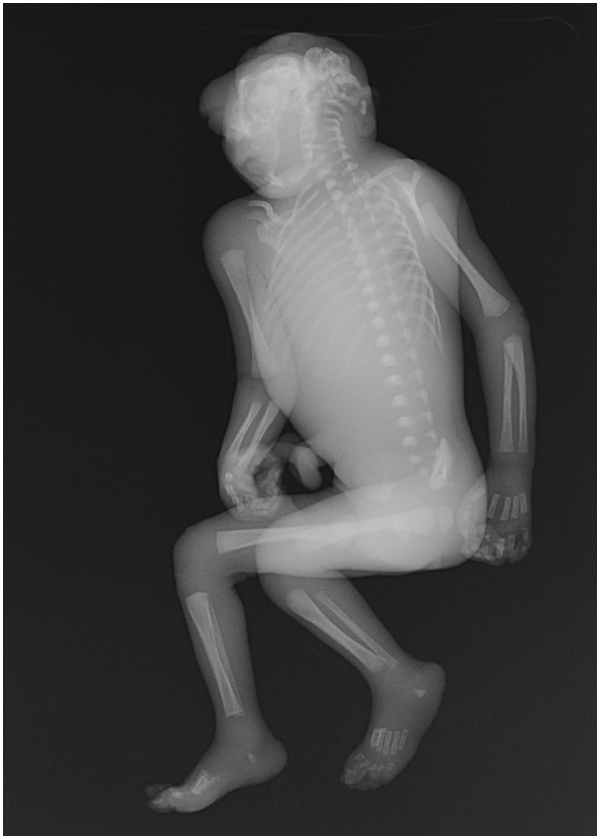
Röntgenfoto van een doodgeboren baby met anencefalie. Zichtbaar is dat de schedel nauwelijks is ontwikkeld.

Anencefalie is een neuralebuisdefect, een aandoening aan de neurale buis die ontstaat tijdens de embryonale ontwikkeling. Uit deze buis ontstaat later het zenuwstelsel. Bij anencefalie sluit de bovenkant van de neurale buis niet goed. Dit kan resulteren in een verminderde ontwikkeling van de hersenen. Soms ontwikkelen deze zich helemaal niet. Meestal is de hersenstam wel ontwikkeld, maar ontbreekt het cerebrum (de grote hersenen).

## Prognose
Elke vorm van anencefalie is een fatale aandoening. De baby's worden dood geboren of sterven snel na de geboorte. Meestal na een paar uur, soms na enkele dagen. Er is een geval bekend waarbij de baby drie jaar oud is geworden.

## Diagnose
De diagnose anencefalie kan al tijdens de zwangerschap worden gesteld. Dit kan door middel van:

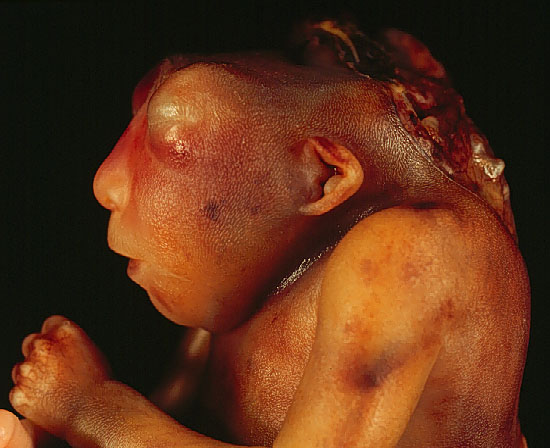
Baby met anencefalie, de rug is open aan de bovenzijde en de hersenen hebben zich niet gevormd

- vruchtwaterpunctie
- echoscopie

## Behandeling
Er is geen behandeling mogelijk voor baby's met anencefalie en men zal vrijwel nooit agressieve reanimatiepogingen ondernemen, aangezien er geen enkele kans is dat het kind ooit een bewust bestaan zou leiden. In plaats daarvan zal men hydratatie en nutritie aanbieden. Sommige medici zijn van mening dat dit klinisch gezien zinloos is en het beter is de natuur haar gang te laten gaan.

## Voorkomen
De aandoening blijkt volgens onderzoek vaker voor te komen bij vrouwelijke baby's.

## Oorzaken
Er bestaat nog onenigheid over de oorzaak van anencefalie. Genetisch gezien volgen neuralebuisdefecten geen direct patroon, al is er wel gering bewijs dat het erfelijk is. Bekend is dat bepaalde medicijnen, zoals tegen epilepsie en diabetes, het risico verhogen. Een vrouw die een verhoogd risico loopt op een kind met een neuralebuisdefect wordt gebruikelijk genetische counseling aangeboden.
In 1964 werd er een link tussen foliumzuur en neuralebuisdefecten (NTD) ontdekt. Preconceptioneel gebruik van foliumzuur verlaagt het risico op NTD.